# 小行星列表/59501-59600
| 名稱        | 臨時編號  | 發現日期      | 發現地點 | 發現者                 |
| ----------- | --------- | ------------- | -------- | ---------------------- |
| 小行星59501 | 1999 JB9  | 1999年5月7日  | 卡特林那 | 卡特林那巡天系统       |
| 小行星59502 | 1999 JR9  | 1999年5月8日  | 卡特林那 | 卡特林那巡天系统       |
| 小行星59503 | 1999 JU9  | 1999年5月8日  | 卡特林那 | 卡特林那巡天系统       |
| 小行星59504 | 1999 JY9  | 1999年5月8日  | 卡特林那 | 卡特林那巡天系统       |
| 小行星59505 | 1999 JW10 | 1999年5月9日  | 卡特林那 | 卡特林那巡天系统       |
| 小行星59506 | 1999 JD11 | 1999年5月9日  | 伊斯特拉 | K. Korlević            |
| 小行星59507 | 1999 JW12 | 1999年5月14日 | 卡特林那 | 卡特林那巡天系统       |
| 小行星59508 | 1999 JP13 | 1999年5月10日 | 索科罗   | 林肯近地小行星研究小组 |
| 小行星59509 | 1999 JR13 | 1999年5月10日 | 索科罗   | 林肯近地小行星研究小组 |
| 小行星59510 | 1999 JY13 | 1999年5月10日 | 索科罗   | 林肯近地小行星研究小组 |
| 小行星59511 | 1999 JP14 | 1999年5月10日 | 索科罗   | 林肯近地小行星研究小组 |
| 小行星59512 | 1999 JW14 | 1999年5月10日 | 索科罗   | 林肯近地小行星研究小组 |
| 小行星59513 | 1999 JX14 | 1999年5月10日 | 索科罗   | 林肯近地小行星研究小组 |
| 小行星59514 | 1999 JY14 | 1999年5月12日 | 索科罗   | 林肯近地小行星研究小组 |
| 小行星59515 | 1999 JP15 | 1999年5月15日 | 卡特林那 | 卡特林那巡天系统       |
| 小行星59516 | 1999 JX15 | 1999年5月10日 | 索科罗   | 林肯近地小行星研究小组 |
| 小行星59517 | 1999 JA16 | 1999年5月15日 | 基特峰   | 太空监视               |
| 小行星59518 | 1999 JX17 | 1999年5月10日 | 索科罗   | 林肯近地小行星研究小组 |
| 小行星59519 | 1999 JK18 | 1999年5月10日 | 索科罗   | 林肯近地小行星研究小组 |
| 小行星59520 | 1999 JY18 | 1999年5月10日 | 索科罗   | 林肯近地小行星研究小组 |
| 小行星59521 | 1999 JS20 | 1999年5月10日 | 索科罗   | 林肯近地小行星研究小组 |
| 小行星59522 | 1999 JR21 | 1999年5月10日 | 索科罗   | 林肯近地小行星研究小组 |
| 小行星59523 | 1999 JM22 | 1999年5月10日 | 索科罗   | 林肯近地小行星研究小组 |
| 小行星59524 | 1999 JU22 | 1999年5月10日 | 索科罗   | 林肯近地小行星研究小组 |
| 小行星59525 | 1999 JE23 | 1999年5月10日 | 索科罗   | 林肯近地小行星研究小组 |
| 小行星59526 | 1999 JS23 | 1999年5月10日 | 索科罗   | 林肯近地小行星研究小组 |
| 小行星59527 | 1999 JE24 | 1999年5月10日 | 索科罗   | 林肯近地小行星研究小组 |
| 小行星59528 | 1999 JK24 | 1999年5月10日 | 索科罗   | 林肯近地小行星研究小组 |
| 小行星59529 | 1999 JT24 | 1999年5月10日 | 索科罗   | 林肯近地小行星研究小组 |
| 小行星59530 | 1999 JU24 | 1999年5月10日 | 索科罗   | 林肯近地小行星研究小组 |
| 小行星59531 | 1999 JW25 | 1999年5月10日 | 索科罗   | 林肯近地小行星研究小组 |
| 小行星59532 | 1999 JD26 | 1999年5月10日 | 索科罗   | 林肯近地小行星研究小组 |
| 小行星59533 | 1999 JT26 | 1999年5月10日 | 索科罗   | 林肯近地小行星研究小组 |
| 小行星59534 | 1999 JH27 | 1999年5月10日 | 索科罗   | 林肯近地小行星研究小组 |
| 小行星59535 | 1999 JQ27 | 1999年5月10日 | 索科罗   | 林肯近地小行星研究小组 |
| 小行星59536 | 1999 JP28 | 1999年5月10日 | 索科罗   | 林肯近地小行星研究小组 |
| 小行星59537 | 1999 JQ29 | 1999年5月10日 | 索科罗   | 林肯近地小行星研究小组 |
| 小行星59538 | 1999 JR29 | 1999年5月10日 | 索科罗   | 林肯近地小行星研究小组 |
| 小行星59539 | 1999 JU30 | 1999年5月10日 | 索科罗   | 林肯近地小行星研究小组 |
| 小行星59540 | 1999 JC31 | 1999年5月10日 | 索科罗   | 林肯近地小行星研究小组 |
| 小行星59541 | 1999 JE31 | 1999年5月10日 | 索科罗   | 林肯近地小行星研究小组 |
| 小行星59542 | 1999 JG31 | 1999年5月10日 | 索科罗   | 林肯近地小行星研究小组 |
| 小行星59543 | 1999 JU31 | 1999年5月10日 | 索科罗   | 林肯近地小行星研究小组 |
| 小行星59544 | 1999 JH32 | 1999年5月10日 | 索科罗   | 林肯近地小行星研究小组 |
| 小行星59545 | 1999 JZ32 | 1999年5月10日 | 索科罗   | 林肯近地小行星研究小组 |
| 小行星59546 | 1999 JV34 | 1999年5月10日 | 索科罗   | 林肯近地小行星研究小组 |
| 小行星59547 | 1999 JS35 | 1999年5月10日 | 索科罗   | 林肯近地小行星研究小组 |
| 小行星59548 | 1999 JU35 | 1999年5月10日 | 索科罗   | 林肯近地小行星研究小组 |
| 小行星59549 | 1999 JE36 | 1999年5月10日 | 索科罗   | 林肯近地小行星研究小组 |
| 小行星59550 | 1999 JH37 | 1999年5月10日 | 索科罗   | 林肯近地小行星研究小组 |
| 小行星59551 | 1999 JL37 | 1999年5月10日 | 索科罗   | 林肯近地小行星研究小组 |
| 小行星59552 | 1999 JM38 | 1999年5月10日 | 索科罗   | 林肯近地小行星研究小组 |
| 小行星59553 | 1999 JP40 | 1999年5月10日 | 索科罗   | 林肯近地小行星研究小组 |
| 小行星59554 | 1999 JW40 | 1999年5月10日 | 索科罗   | 林肯近地小行星研究小组 |
| 小行星59555 | 1999 JE41 | 1999年5月10日 | 索科罗   | 林肯近地小行星研究小组 |
| 小行星59556 | 1999 JF41 | 1999年5月10日 | 索科罗   | 林肯近地小行星研究小组 |
| 小行星59557 | 1999 JH41 | 1999年5月10日 | 索科罗   | 林肯近地小行星研究小组 |
| 小行星59558 | 1999 JR41 | 1999年5月10日 | 索科罗   | 林肯近地小行星研究小组 |
| 小行星59559 | 1999 JD42 | 1999年5月10日 | 索科罗   | 林肯近地小行星研究小组 |
| 小行星59560 | 1999 JG42 | 1999年5月10日 | 索科罗   | 林肯近地小行星研究小组 |
| 小行星59561 | 1999 JQ42 | 1999年5月10日 | 索科罗   | 林肯近地小行星研究小组 |
| 小行星59562 | 1999 JK43 | 1999年5月10日 | 索科罗   | 林肯近地小行星研究小组 |
| 小行星59563 | 1999 JO45 | 1999年5月10日 | 索科罗   | 林肯近地小行星研究小组 |
| 小行星59564 | 1999 JR46 | 1999年5月10日 | 索科罗   | 林肯近地小行星研究小组 |
| 小行星59565 | 1999 JT46 | 1999年5月10日 | 索科罗   | 林肯近地小行星研究小组 |
| 小行星59566 | 1999 JU46 | 1999年5月10日 | 索科罗   | 林肯近地小行星研究小组 |
| 小行星59567 | 1999 JU47 | 1999年5月10日 | 索科罗   | 林肯近地小行星研究小组 |
| 小行星59568 | 1999 JW47 | 1999年5月10日 | 索科罗   | 林肯近地小行星研究小组 |
| 小行星59569 | 1999 JJ48 | 1999年5月10日 | 索科罗   | 林肯近地小行星研究小组 |
| 小行星59570 | 1999 JX48 | 1999年5月10日 | 索科罗   | 林肯近地小行星研究小组 |
| 小行星59571 | 1999 JY48 | 1999年5月10日 | 索科罗   | 林肯近地小行星研究小组 |
| 小行星59572 | 1999 JA49 | 1999年5月10日 | 索科罗   | 林肯近地小行星研究小组 |
| 小行星59573 | 1999 JK49 | 1999年5月10日 | 索科罗   | 林肯近地小行星研究小组 |
| 小行星59574 | 1999 JE50 | 1999年5月10日 | 索科罗   | 林肯近地小行星研究小组 |
| 小行星59575 | 1999 JB51 | 1999年5月10日 | 索科罗   | 林肯近地小行星研究小组 |
| 小行星59576 | 1999 JM51 | 1999年5月10日 | 索科罗   | 林肯近地小行星研究小组 |
| 小行星59577 | 1999 JS51 | 1999年5月10日 | 索科罗   | 林肯近地小行星研究小组 |
| 小行星59578 | 1999 JA53 | 1999年5月10日 | 索科罗   | 林肯近地小行星研究小组 |
| 小行星59579 | 1999 JO53 | 1999年5月10日 | 索科罗   | 林肯近地小行星研究小组 |
| 小行星59580 | 1999 JC54 | 1999年5月10日 | 索科罗   | 林肯近地小行星研究小组 |
| 小行星59581 | 1999 JD54 | 1999年5月10日 | 索科罗   | 林肯近地小行星研究小组 |
| 小行星59582 | 1999 JE55 | 1999年5月10日 | 索科罗   | 林肯近地小行星研究小组 |
| 小行星59583 | 1999 JM55 | 1999年5月10日 | 索科罗   | 林肯近地小行星研究小组 |
| 小行星59584 | 1999 JT55 | 1999年5月10日 | 索科罗   | 林肯近地小行星研究小组 |
| 小行星59585 | 1999 JV55 | 1999年5月10日 | 索科罗   | 林肯近地小行星研究小组 |
| 小行星59586 | 1999 JB56 | 1999年5月10日 | 索科罗   | 林肯近地小行星研究小组 |
| 小行星59587 | 1999 JJ56 | 1999年5月10日 | 索科罗   | 林肯近地小行星研究小组 |
| 小行星59588 | 1999 JL56 | 1999年5月10日 | 索科罗   | 林肯近地小行星研究小组 |
| 小行星59589 | 1999 JU56 | 1999年5月10日 | 索科罗   | 林肯近地小行星研究小组 |
| 小行星59590 | 1999 JL57 | 1999年5月10日 | 索科罗   | 林肯近地小行星研究小组 |
| 小行星59591 | 1999 JR58 | 1999年5月10日 | 索科罗   | 林肯近地小行星研究小组 |
| 小行星59592 | 1999 JW58 | 1999年5月10日 | 索科罗   | 林肯近地小行星研究小组 |
| 小行星59593 | 1999 JY58 | 1999年5月10日 | 索科罗   | 林肯近地小行星研究小组 |
| 小行星59594 | 1999 JG59 | 1999年5月10日 | 索科罗   | 林肯近地小行星研究小组 |
| 小行星59595 | 1999 JK60 | 1999年5月10日 | 索科罗   | 林肯近地小行星研究小组 |
| 小行星59596 | 1999 JR60 | 1999年5月10日 | 索科罗   | 林肯近地小行星研究小组 |
| 小行星59597 | 1999 JY60 | 1999年5月10日 | 索科罗   | 林肯近地小行星研究小组 |
| 小行星59598 | 1999 JL61 | 1999年5月10日 | 索科罗   | 林肯近地小行星研究小组 |
| 小行星59599 | 1999 JM62 | 1999年5月10日 | 索科罗   | 林肯近地小行星研究小组 |
| 小行星59600 | 1999 JX62 | 1999年5月10日 | 索科罗   | 林肯近地小行星研究小组 |

| 上一頁： 59401-59500 | 小行星列表 59501-59600 | 下一頁： 59601-59700 |